# Römer
Römer (nemški priimek, ki pomeni Rimljan) je srednjeveška stavba v Starem mestu (Altstadt) v Frankfurtu v Nemčiji in je ena najpomembnejših znamenitosti mesta. Več kot 600 let je bil mestna hiša. Je nasproti stare Nikolajeve cerkve. Trgovska družina Römer jo je 11. marca 1405 skupaj z drugo stavbo Goldener Schwan (Zlati labod) prodala mestnemu svetu  in je bila preoblikovana v mestno hišo. Hiša Römer je pravzaprav srednja zgradba med tremi, ki so na trgu Römerberg.
Römer ni muzej, mesto ga občasno uporablja za različne namene, na primer za matični urad ali registracijsko pisarno; poročni prostori so v prvem in drugem nadstropju hiše Lowenstein.
Nekdanja stara mestna četrt med Römerjem in stolnico svetega Jerneja bo do leta 2016 obnovljena kot četrt Dom-Römer, vključno z več rekonstruiranimi zgodovinskimi objekti, ki so bili uničeni med drugo svetovno vojno.

## Razvoj
Stavbni kompleks se je neprekinjeno širil v zadnjih letih in sčasoma dosegel enajst med seboj povezanih hiš, kar ima za posledico precej zmedeno notranjost. Na začetku 19. stoletja je frankfurtski zgodovinar Anton Kirschner omenil, da je mestna hiša "labirint stopnic, dvorišč, dvoran in sob".
Leta 1435 je mesto kupilo hišo Frauenrode, leta 1510 hišo Viole in 1542 hišo Schwarzenfels, ki so bile vse arhitekturno povezane z glavnim kompleksom.
Leta 1596 je mestni svet kupil hišo Wanebach, ki je stala zraven Zlatega laboda, pa tudi zgradbe na levi strani hiš Römer, Lowenstein in vse povezal z Römerjem. Ti gradbeni projekti so bili zelo zapleteni, saj so talne višine hiš različne.
Leta 1843 sta bili dodani hiša Frauenstein in Salzhaus. Konec leta 1878 je mesto kupilo hišo Alt-Limpurg na desni strani Römerja za 214.000 mark. Od leta 1896 do leta 1900 so vanjo postavili neogotsko fasado z balkonom. Bilo je načrtovano, da bo veliko imenitnejša, a se župan Franz Adickes ni odločil za predlog cesarja Viljema in je fasado zasnoval prijetneje.
Hkrati sta bili hiši Frauenrode in Viole podrti, da bi naredili prostor za cesto skozi središče mesta. To so nadomestili z novo zgradbo na vzhodu. Nova zgradba je ob ulici Braubach razdeljena na dve krili. Severno in južno krilo sta povezani z mostom. Meščani Frankfurta, ki plačujejo davke v severnem krilu, so ga poimenovali Seufzerbrücke (Most vzdihljajev), saj je podoben mostu v Benetkah. Dva stolpa v južnem krilu sta tudi dobila vzdevka: večji je bil imenovan Langer Franz (visok Franz) v poklon visokemu mestnemu županu, manjši pa Kleiner Cohen (majhen Cohen) po ljudski pesmi tistega časa.
V noči na 22. marec 1944 je bil Römer skupaj s preostalim središčem Frankfurta zelo uničen v enem najtežjih zavezniških bombnih napadov v drugi svetovni vojni. Ko so bile zgradbe po vojni obnovljene, so Alt-Limpurg, Römer in Lowenstein, katerih strešne konstrukcije so delno prenesle napad, obnovili v poenostavljeni obliki. Popolnoma uničeni hiši Frauenstein in Salzhaus so zgradili v poenostavljenem slogu. Hiša Löwenstein ima odprto stopnišče. Predsednik Theodor Heuss  je Römer ponovno odprl leta 1955.
V naslednjih desetletjih je bila fasada obnovljena še dvakrat, leta 1974 in 2005, hiše na Römerbergu so spet dobile neogotski videz iz leta 1900. Notranjost je bila prav tako prenovljena. Leta 1988 je bila končana prenova dvorane mestnega sveta.

## Arhitektura
Celoten trinadstropni stavbni kompleks zavzema približno 10.000 kvadratnih metrov in je sestavljen iz devetih hiš, obkroženih s šestimi dvorišči. Fasada z današnjim glavnim vhodom je obrnjena na trg Römerberg. Druge ulice okoli Römerja so Limpurgergasse proti jugu ter Buchgasse in Berliner Straße proti severu. Braubachstraße ga deli na južno in severno krilo.

### Fasada
Zunanje značilnosti vrste stavb kažejo širino frankfurtske in nemške zgodovine, čeprav so bile oblikovane na začetku 20. stoletja. Slavna fasada ima srednjeveške elemente oblikovanja. Levi vogal Alt-Limpurg je tako imenovana Frankfurtia, ki prikazuje žensko utelešenje mesta. V sredini   Römerja so prikazani štirje cesarji svetega rimskega cesarstva, dva mestna grba, ura in oznaka z opisom najpomembnejših dejstev o stavbi. Štirje cesarji so Friderik I. Barbarosa (prvi kralj izvoljen v Frankfurtu), Ludvik IV. Wittelsbaški (ki je dal mestu sejemske pravice in je omogočil širitev mesta), Karel IV. Luksemburški (ki je v zlati buli določil Frankfurt za mesto, v katerem volijo cesarja), Maksimilijan II. Habsburški (prvi cesar, kronan v Frankfurtski stolnici).
Tako kot neogotske fasade je bil balkon dodan po obnovi leta 1900 in nadomešča leseno streho. Balkon se uporablja kot javni oder za državniške obiske in športne dogodke – sprejeme športnikov ob izjemnih dosežkih.
Drugačen način je bil izbran za oblikovanje fasad dveh severovzhodnih hiš (Wanebach in Salzhaus). V nasprotju z drugimi hišami v kompleksu so namesto rekonstrukcije stare fasade v slogu arhitekta Wilhelma ustvarili popolnoma novo zasnovo z uporabo kombinacije srednjeveškega oblikovanja lesa in sodobnih slogov. Mozaiki v lesenih okvirjih prikazujejo feniksa, ki je simbol za nov začetek sodobnega Frankfurta po vojni.

### Sobe

#### Römerhalle in Schwanenhalle
Ti dve dvorani sta najstarejša preostala prostora v stavbi in sta po 600 letih skoraj nespremenjeni. Med velikonočnim sejmom leta 1415, ki je bil na Römerbergu in Pavlovem trgu, so imeli v njiju blago za prodajo. Stoletja so ju uporabljali za prodajo sejemskega blaga, vse do leta 1846, ko je bila odstranjena zadnja stojnica. Tudi zlatarji so tukaj prodajali svoje izdelke. Po drugi svetovni vojni se še vedno uporabljata za podobne namene, ker sta masivno grajeni strukturi preživeli vojno in nista bili poškodovani. Dvorani sta v pritličju hiše Romer in Zlatega laboda. Vhod je neposredno z glavnega vhoda na Römerbergu.

#### Kaisersaal
Morda najbolj znana soba v Römerju je Kaisersaal ali cesarska dvorana, ki je nad Römerhalle v drugem nadstropju in je zelo privlačna za turiste. V svetem rimskem cesarstvu je bilo tukaj praznovanje ob kronanju cesarja. Danes je znana po svoji enkratni in neprimerljivi zbirki portretov vseh cesarjev 19. stoletja, vključno z deli slikarja Eduarda Von Steinleja, sliki Alberta I. in Ferdinanda III.
V njej so slike Karla Velikega do Franca II. Vsi cesarji do Karolingov so približno v naravni velikosti. Slike so 280 cm visoke in okoli 80 cm široke. Razen prve različice Ludvika IV. so slike inventar Zgodovinskega muzeja v Frankfurtu. Posebnost je dvojni portret Arnulfa Koroškega (887–899) in njegovega sina Ludvika IV. Otroka (900–911). Štirje kralji medvladja, Konrad IV., Viljem  Nizozemski, Rihard Cornwallski in Alfonz X. Kastiljski niso bili vključeni v cesarsko galerijo. V nasprotju s tem je protikralj Gunther Schwarzburg član galerije verjetno zato, ker je bil kot edini vladar pokopan v Frankfurtu.